# Иудин, Илья Сергеевич
Илья Сергеевич Иудин (25 сентября 2002) — российский тяжелоатлет. Двукратный чемпион России 2024 и 2025 годов в категории до 81 кг. Мастер спорта России.

## Биография
Родился 25 сентября 2002 года. Проживает в городе Камешково Владимирской области. На соревнованиях представляет Владимирскую область. Воспитанник ГБУ ДО ВО «СШОР по тяжёлой атлетике им. П. В. Кузнецова». Видом занимается с 12 лет.
В июле 2021 года присвоено звание «Мастер спорта России».
На чемпионате России по тяжёлой атлетике 2024 года, который состоялся в Новосибирске, Иудин стал чемпионом России в весовой категории до 81 кг. Общий вес на штанге по сумме двух упражнений — 322 килограмма.
В августе 2025 года на чемпионате России в Санкт-Петербурге в категории до 81 кг завоевал золотую медаль с результатом 339 кг по сумме двоеборья. В упражнении "толчок" стал первым с юношеским национальным рекордом 187 кг. 

## Основные результаты
| Год  | Соревнования     | Место проведения | Весовая категория | Рывок, кг | Толчок, кг | Сумма, кг | Место |
| ---- | ---------------- | ---------------- | ----------------- | --------- | ---------- | --------- | ----- |
| 2024 | Чемпионат России | Новосибирск      | до 81 кг          | 143       | 179        | 322       | 1     |
| 2025 | Чемпионат России | Санкт-Петербург  | до 81 кг          | 152       | 187        | 339       | 1     |